# Comata, the Sioux
Comata, the Sioux: A Story of an Indian's Constancy  è un cortometraggio muto del 1909 diretto da David W. Griffith. Prodotto e distribuito dalla Biograph Company, il film - girato a Cuddebackville, New York - uscì nelle sale il 9 settembre 1909.
Si tratta di uno dei circa 30 cortometraggi diretti da David W. Griffith che hanno per soggetto l'esperienza dei nativi americani degli Stati Uniti d'America. Per Griffith un regime di rigida segregazione, secondo il principio "separati ma uguali", era l'unico su cui si potesse fondare un "armonioso e rispettoso rapporto tra le diverse razze" in America. Qui il tema affrontato è quello dell'amore "innaturale" di una ragazza indiana nei confronti di un uomo bianco. La relazione è destinata ad interrompersi quando l'uomo bianco decida di formare una "vera" famiglia con una donna bianca.
Secondo le convenzioni dell'epoca e come di regola in tutti i film di Griffith, i ruoli protagonisti di nativi americani sono interpretati da attori bianchi in "redface", qui Marion Leonard e James Kirkwood, accanto a Arthur V. Johnson e Linda Arvidson. Le rigide regole di segregazione condivise da Griffith rendevano improponibile che attori bianchi e non-bianchi recitassero assieme su un piano di parità ed in particolare che fossero coinvolti, sia pure nella finzione scenica, in un amore interraziale.

## Trama
Comata è un guerriero Sioux innamorato di Occhi Chiari (Clear Eyes). La ragazza, però, accetta la corte di Bud, un cowboy bianco, e lascia la tribù per andare a vivere con lui. Passano due anni. All'inizio, Bud sembra sinceramente innamorato, ma, con il passare del tempo, il suo atteggiamento cambia, diventando sempre più distante. Comata, che veglia su Occhi Chiari, segue il cowboy e scopre che adesso sta corteggiando Nellie Howe, una ragazza bianca che lo crede scapolo. Comata, allora, prende il piccolo di Occhi Chiari e lo porta da Nellie, per dimostrarle la perfidia del suo innamorato. La giovane tiene con sé il bambino e manda a chiamare Bud. Sul posto arriva anche Occhi Chiari, accompagnata da Comata: nel confronto, Bud deve confessare la verità. Il padre di Nellie, allora, lo manda via. Occhi Chiari, con il cuore spezzato, se ne va con il figlio e il cowboy resta solo.

## Produzione
Il film fu prodotto dalla Biograph Company. Venne girato a Cuddebackville, New York.

## Distribuzione
Distribuito dalla Biograph Company, il film - un cortometraggio in una bobina - uscì nelle sale cinematografiche statunitensi il 9 settembre 1909.